# Reineta verda
Hyla cinerea és una espècie de granota autòctona del sud-est dels Estats Units.

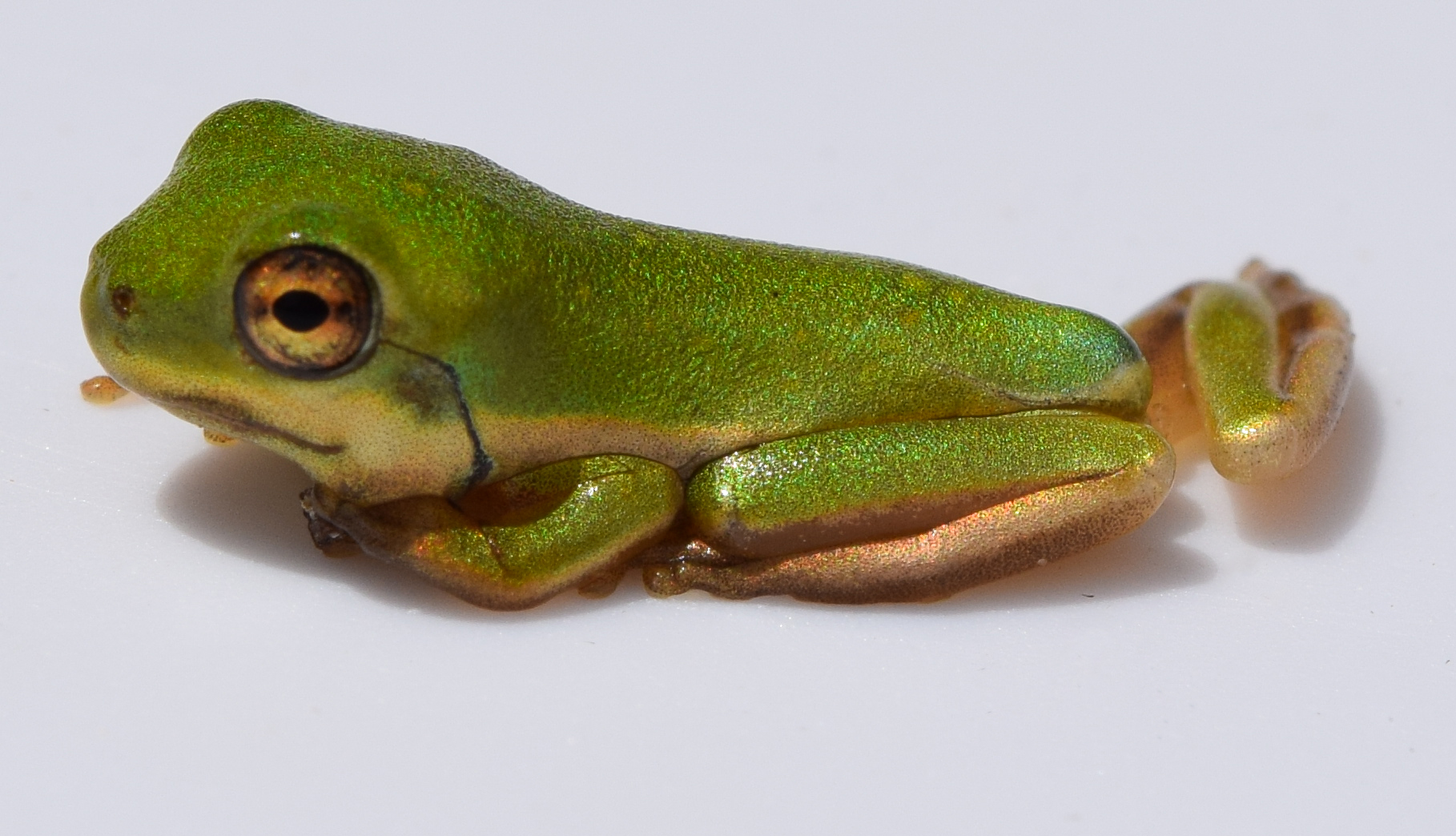
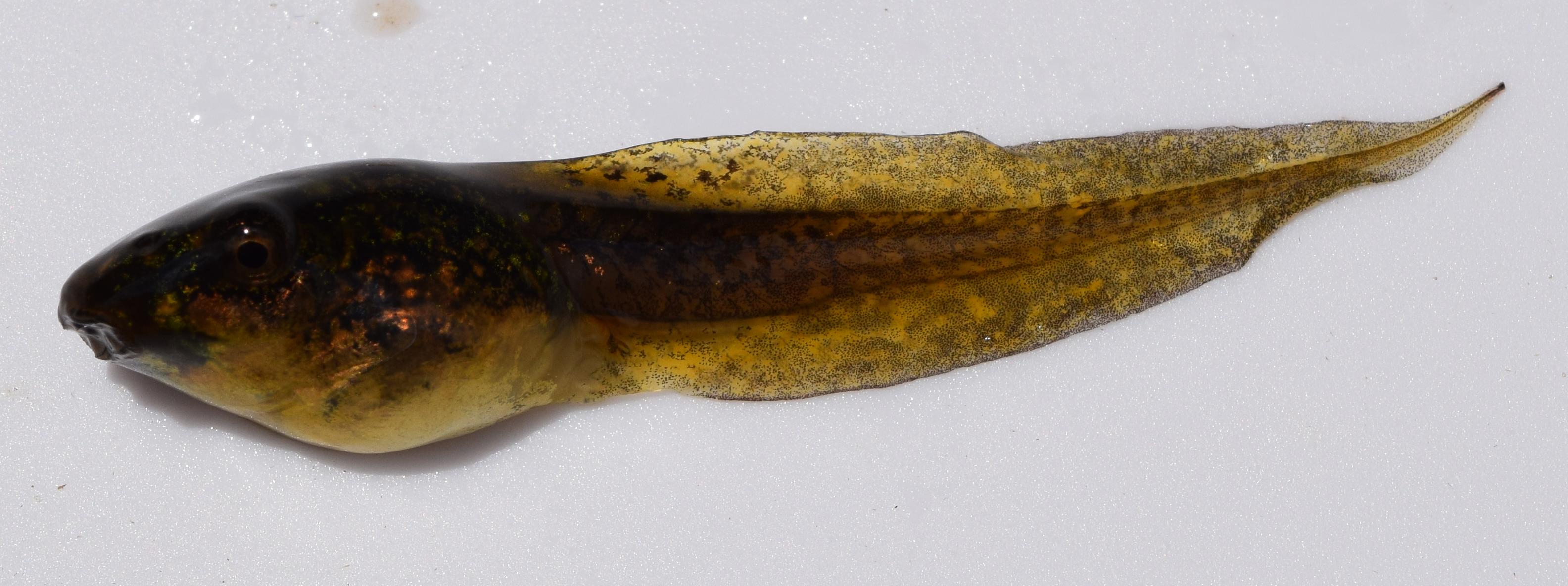
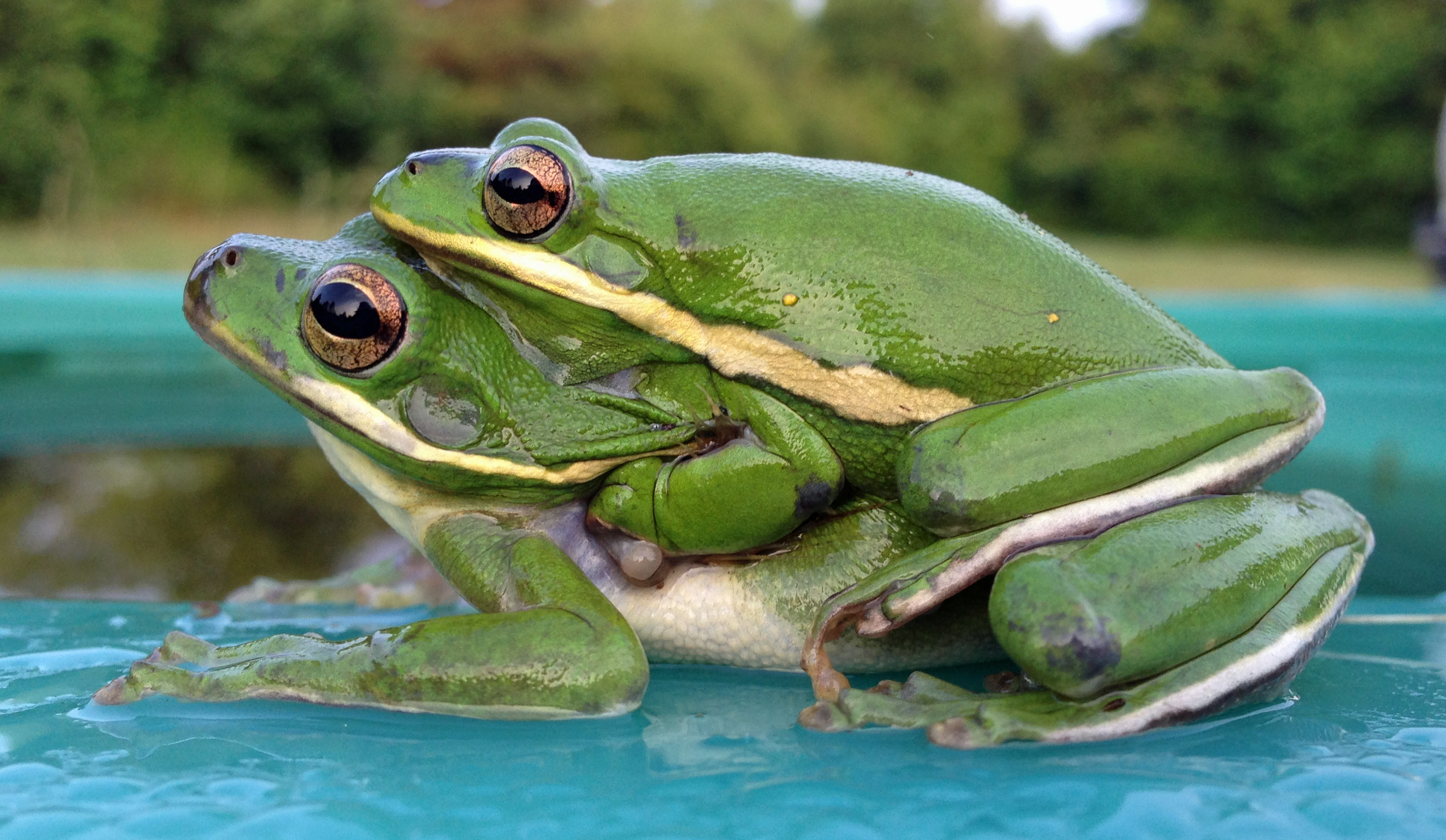